# Aqua (satélite)
Aqua (EOS PM-1) é uma pesquisa multinacional de satélites em órbita da Terra, projetada pela NASA, com o objetivo de analisar a precipitação, evaporação e o ciclo da água.  É o segundo componente principal Sistema de Observação da Terra (EOS em inglês) logo após o Terra (lançado em 1999) e seguido pelo Aura (lançado em 2004).
O Aqua foi lançado em 4 de maio de 2002, da Base da Força Aérea de Vandenberg, a bordo de um Boeing acoplado a um Delta II. O satélite tem uma órbita héliossíncrona. Orbita a 705 km de altitude liderando uma formação chamada "comboio" com diversos outros satélites (Aura, CALIPSO, CloudSat e o francês PARASOL). 

O satélite pesa cerca de 2850 kg, além do propelente que chega a 230 kg (no lançamento). Quando "empacotado" para o lançamento, o satélite tem 2,68 m x 2,49 m x 6,49 m. Quando se encontra orbitando, o Aqua já possui 4,81m x 16,70m x 8,04m. Sua vida útil está prevista para seis anos de serviço.

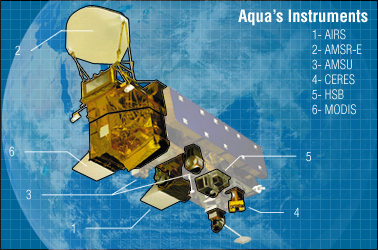
Os equipamentos do Aqua

## Instrumentos
O Aqua transporta seis instrumentos para estudos da água na superfície e atmosfera terrestre:
- AIRS (Atmospheric Infrared Sounder): mede a temperatura e umidade atmosféricas, além da temperatura da terra e da superfície dos oceanos.

- AMSR-E (Advanced Microwave Scanning Radiometer-EOS): mede as propriedades das nuvens, temperatura superficial do oceano, temperatura do vendo, fluxo de energia radioativa, superfície da água, gelo e neve. Provido pela NASDA (Agência Nacional de Desenvolvimento Espacial) do Japão.

- AMSU-A (Advanced Microwave Sounding Unit): mede a temperatura e a umidade atmosférica.

- CERES (Clouds and the Earth's Radiant Energy System): mede o fluxo de energia radioativa.

- HSB (Humidity Sounder for Brazil): Equipamento de banda VHF para medir umidade atmosférica. Provido pelo INPE (Instituto Nacional de Pesquisas Espaciais) do Brasil.

- MODIS (Moderate Resolution Imaging Spectroradiometer): também mede propriedades das nuvens e fluxos de energia radioativa, além de propriedades das partículas do aerossol; mede áreas cobertas e áreas usadas, incêndios e vulcões. O instrumento também se encontra a bordo do Terra.

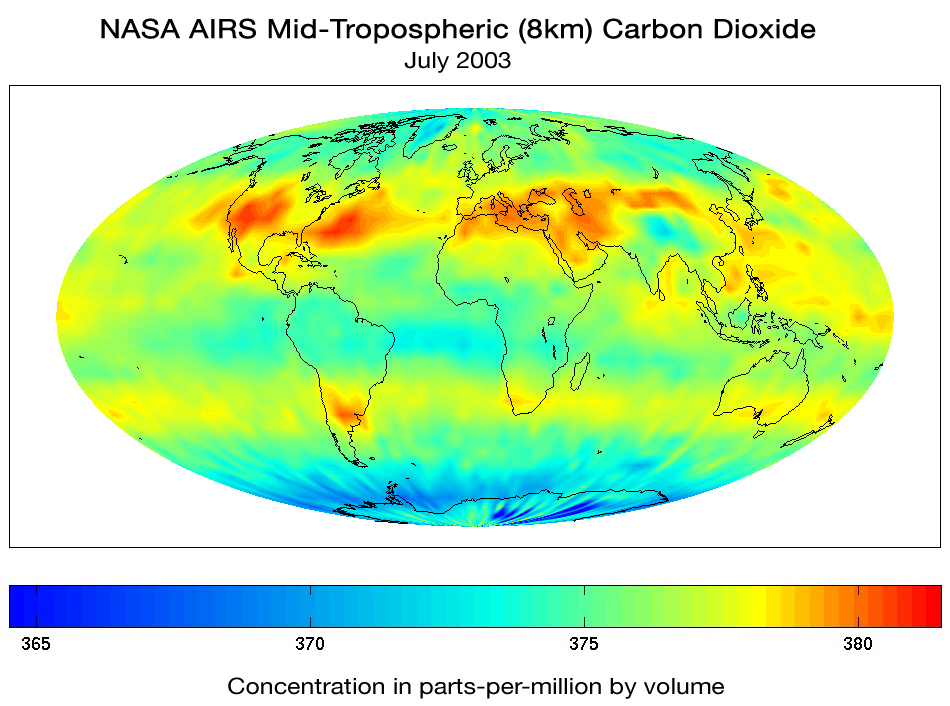
Imagem tirada com o AIRS, mostra a concentração em partes-por-milhão em volume de CO_{2} na Troposfera

Um dos propósitos do Aqua é fornecer informações que possam provar ou desmentir a hipótese de Iris.